# Spider-Noir
Spider-Noir é uma futura série de televisão live-action da MGM+, Sony Pictures Television, Lord Miller Productions e Pascal Pictures com data de lançamento prevista para 2026. Dirigido por Oren Uziel e Steve Lightfoot, baseado no personagem Homem-Aranha Noir, da Marvel Comics. Será a quinta série de televisão live-action do Homem-Aranha.
Nicolas Cage interpreta o personagem homônimo, Cage já havia dublado o mesmo personagem nos filmes animados do Homem-Aranha Spider-Man: Into the Spider-Verse (2018) e Spider-Man: Across the Spider-Verse (2023), da Sony Pictures Animation.

## Premissa
Um investigador particular envelhecido e sem sorte luta com sua vida passada como o único super-herói na cidade de Nova York dos anos 1930.

## Elenco
- Nicolas Cage como Homem-Aranha Noir; um investigador particular idoso e morador da cidade de Nova York, Homem-Aranha Noir é uma versão alternativa do Homem-Aranha. Cage havia interpretado o mesmo personagem nos filmes em animação Spider-Man: Into the Spider-Verse (2018) e Spider-Man: Across the Spider-Verse (2023).[4]
- Lamorne Morris como Robbie Robertson; será a segunda encarnação do personagem em uma mídia live-action, a primeira sendo interpretada pelo ator falecido Bill Nunn.
- Brendan Gleeson[5]
- Li Jun Li
- Abraham Popoola[6]
- Jack Huston
- Karen Rodriguez[7]

### Recorrente
- Lukas Haas
- Outros atores incluem Cameron Britton, Cary Christopher, Michael Kostroff, Scott MacArthur, Joe Massingill, Whitney Rice, Amanda Schull,[8] Andrew Caldwell, Amy Aquino e Andrew Robinson.

## Lançamento
Spider-Noir está programado para estrear nos Estados Unidos na rede de televisão MGM+ em 2026 antes de ser lançado globalmente, incluindo nos Estados Unidos, no Amazon Prime Video. A série consistirá em oito episódios, e será lançada em uma versão em preto e branco e totalmente colorida.